# إسحاق ميكيلسون
إسحاق كلود ميكيلسون (بالعبرية: יצחק קלוד מייכלסון‏) (1903-1982) طبيب عيون إسرائيلي وعضو في الأكاديمية الإسرائيلية للعلوم والإنسانيات.
في عام 1960 حصل على جائزة إسرائيل في الطب. 

## حياته
ولد ميكيلسون في عام 1903 في مدينة إدنبرة في اسكتلندا في المملكة المتحدة. درس طب العيون في جامعة جلاسكو وجامعة إدنبرة. وتخرج عام 1927.
الكثير من أبحاثه والعديد من منشوراته تركزت أساساً حول تطور شبكية العين.  عمل ميكيلسون كطبيب ممارس في مستشفى أمراض العيون في غلاسكو وعمل كمحاضر في جامعة جلاسكو.
وخلال الحرب العالمية الثانية عمل مستشارًا لطب العيون في الجيش البريطاني وخدم في مصر .
في سنة 1948 حصل على درجة الدكتوراه وهاجر مع عائلته إلى إسرائيل. خدم في البداية مستشارًا لجيش الدفاع الإسرائيلي وعمل كجراح عيون.
في عام 1949 عين ميكيلسون مديرًا لقسم طب العيون في مستشفى رامبام في مدينة حيفا. وفي عام 1954 أصبح مديرًا لقسم طب العيون في مستشفى هداسا الجامعي في القدس، والتي تحول فيما بعد تحت إدارته إلى مركز أبحاث طب العيون. كما عمل أستاذاً في كلية الطب في الجامعة العبرية في القدس.
الكثير من أعمال ونشاطات ميكيلسون وجهها لمساعدة البلدان النامية، ولا سيما في أفريقيا. وفي عام 1971 أطلق مبادرة المؤتمر الدولي للوقاية من العمى. وبعد تقاعده من مستشفى هداسا عام 1973 عمل في مجال إعادة تأهيل المكفوفين.
أسس ميكيلسون معهد القدس للوقاية من العمى.

## الجوائز
- في عام 1960 حصل ميكيلسون على جائزة إسرائيل في الطب. [2]